# Jesenské (okres Levice)
Jesenské (Hongaars: Setétkút) is een Slowaakse gemeente in de regio Nitra, en maakt deel uit van het district Levice.
Jesenské telt 43 inwoners.